# Flotille
En flotille [floˈtiljə] ((spansk): flotilla for 'lille flåde') er en sømilitær enhed. Orlogsfartøjer af samme type samles administrativt i eskadrer, fx torpedobådseskadrer. Flere eskadrer samles i flotiller, der igen samles i nummererede flåder, eller hele landes mariner. Operativt samles forskellige orlogsfartøjer i taskforces, der kan svare til en flotille.
I sidste halvdel af det 19. århundrede og første halvdel af det 20. var slagskibe og krydsere organiseret i eskadrer, mens mindre fartøjer som destroyere og undervandsbåde var organiseret i flotiller. Italiens Regia Marina havde fx samlet deres torpedobåde i adskillige Flottiglia MAS (Motoscafo Armato Silurante).    
I Bundesmarine er flåden samlet i to Einsatzflottillen, der er opdelt i flere Geschwader (eskadrer). Flotillerne ledes af flotilleadmiraler. 
Marinehjemmeværnet er opstillet i hjemmeværnsflotiller (HVF): 30 flotiller bestående af et hjemmeværnsfartøj med besætninger, fem bevogtnings- og nærforsvarsflotiller, svarende til et kompagni i Hæren samt musik- og stabsflotiller. 
Marinens Flyvevæsen (1913-1950) havde opdelt flyene i to luftflotiller: 1. Luftflotille på Margretheholm bestod af søfly (flyvebåde og pontonfly), og 2. Luftflotille på Avnø bestod af landfly.
29. august 1943 flygtede 13 af Søværnets fartøjer til det neutrale Sverige, med torpedobåden/bevogtningsfartøjet Havkatten som det største. Fartøjerne blev i starten oplagt i Karlskrona uden besætninger, men d. 22. september 1944 blev Den Danske Flotille oprettet som en pendant til Den Danske Brigade. Flotillen blev suppleret med DSB-færgen Storebælt og andre undslupne civile skibe fra det besatte Danmark. De blev brugt til at overføre landtropperne til Helsingør d. 5. maj 1945.
Sejlklubber kan afholde flotillesejladser, hvor en stor del af medlemmerne sejler til de samme havne.